# La Vilosa
La Vilosa és un veïnat i entitat singular de població del municipi de Sant Martí Vell, amb una població de poc més de 40 habitants.
Consta de vàries cases agrupades i alguns masos propers. A prop hi ha la Font de la Vilosa.